# Hymn Chińskiej Republiki Ludowej
Marsz ochotników (chiń. upr. 义勇军进行曲; chiń. trad. 義勇軍進行曲; pinyin Yìyǒngjūn Jìnxíngqǔ) – hymn państwowy Chińskiej Republiki Ludowej. Autorem tekstu jest Tian Han, muzykę skomponował Nie Er. Pierwszy raz został wykonany w 1934 w Szanghaju.

## Historia
Marsz Ochotników został napisany przez Tian Hana w roku 1934. Popularne historie sugerują jednak, że Tian Han napisał hymn po aresztowaniu go w Szanghaju i wtrąceniu do kuomintangowskiego aresztu. Pieśń ta, z niewielkimi zmianami, została użyta jako muzyka przewodnia w patriotycznym filmie Feng Yun Er Nü. Była także jedną z wielu pieśni, które były wykonywane w tajemnicy jako część antyjapońskiego oporu.
Pieśń ta, jako hymn, pierwszy raz została użyta na międzynarodowej konferencji w Pradze w lutym 1949. W tym czasie Pekin dostał się pod kontrolę komunistów w wojnie domowej.
W czerwcu 1949 Komunistyczna Partia Chin powołała komitet, który miał zadecydować o oficjalnym hymnie państwowym Chińskiej Republiki Ludowej. Pod koniec sierpnia wpłynęło 6926 propozycji. Marsz Ochotników został zaproponowany przez malarza Xu Beihonga i niemal jednogłośnie poparty przez członków komitetu, jednak kontrowersje wzbudzał trzeci wers, który w obecnym brzmieniu został zasugerowany przez Zhou Enlaia. Zmiany te uzyskały poparcie Mao Zedonga, i 27 września 1949 pieśń została tymczasowym hymnem państwowym, kilka dni przed proklamowaniem ChRL.
Podczas rewolucji kulturalnej, Tian Han został uwięziony, a używanie tekstu Marszu Ochotników zostało zakazane. W tym okresie, obok hymnu państwowego często była wykonywana pieśń Wschód jest czerwony (东方红, Dōngfāng Hóng).
W roku 1978 zostały przyjęte nowe słowa Marsza Ochotników; nie były jednak one zbyt popularne oraz powodowały często pomyłki. 4 grudnia 1982 Ogólnochińskie Zgromadzenie Przedstawicieli Ludowych przywróciło oryginalne słowa hymnu.
Przyjęta w 2004 r. poprawka do konstytucji ustanowiła Marsz Ochotników oficjalnym hymnem ChRL. Hymn jest tam wymieniony zaraz po fladze narodowej.
Mimo popularności wśród nacjonalistów podczas wojny chińsko-japońskiej, pieśń ta była zakazana na zajętej przez Kuomintang wyspie Tajwan do lat 90.
Hymn został pierwszy raz wykonany w Hongkongu po przekazaniu tego terytorium ChRL w roku 1997, oraz na Makau w 1999.
Użycie hymnu w Makau jest określone przez Prawo nr 5/1999 od 20 grudnia 1999. Artykuł 7. tego prawa wymaga, żeby hymn państwowy był wykonywany dokładnie jak w zapisie nutowym podanym w Załączniku 4. i zabrania zmiany tekstu. Celowe nieprzestrzeganie tych przepisów podczas wykonywania hymnu jest traktowane jako przestępstwo i zagrożone karą więzienia do lat 3. lub grzywny w wymiarze do 360. Zapis nutowy z załącznika nie zawiera słów w wersji portugalskiej, mimo że język portugalski jest jednym z języków urzędowych.
Hymn jest napisany w chińskim mówionym.

## Oficjalne słowa
| Pismo tradycyjne | Pismo uproszczone | Hanyu pinyin | Tłumaczenie polskie |
| --- | --- | --- | --- |
| 起來！不願做奴隸的人們！ 把我們的血肉，築成我們新的長城！ 中華民族到了最危險的時候， 每個人被迫着發出最後的吼聲。 起來！起來！起來！ 我們萬眾一心， 冒着敵人的炮火，前進！ 前進！前進！進！ | 起来！不愿做奴隶的人们！ 把我们的血肉，筑成我们新的长城！ 中华民族到了最危险的时候， 每个人被迫着发出最后的吼声。 起来！起来！起来！ 我们万众一心， 冒着敌人的炮火，前进！ 前进！前进！进！ | Qǐlái! Búyuàn zuò núlì de rénmen! Bǎ wǒmen de xuèròu zhùchéng wǒmen xīnde chángchéng! Zhōnghuá Mínzú dào le zùi wēixiǎnde shíhòu, Měige rén bèipòzhe fāchū zùihòude hǒushēng. Qǐlái! Qǐlái! Qǐlái! Wǒmen wànzhòngyīxīn, Màozhe dírén de pàohuǒ, Qiánjìn! Qiánjìn! Qiánjìn! Jìn! | Powstańcie, którzy nie zgadzacie się być niewolnikami! Naszą krwią i naszym ciałem wznieśmy nowy wielki mur! Chiński naród jest w największym niebezpieczeństwie. Z ucisku wszystkich wychodzi nasz ostatni krzyk: Powstańcie! Powstańcie! Powstańcie! Jest nas wielu, ale nasze serce bije jedno! Maszerujemy pod nieprzyjacielskim ostrzałem! Naprzód! Naprzód! |

## Słowa w latach 1978–1982
| Pismo tradycyjne | Pismo uproszczone | Hanyu pinyin |
| --- | --- | --- |
| 前進！各民族英雄的人民！ 偉大的共產黨領導我們繼續長征。 萬眾一心奔向共產主義明天， 建設祖國保衛祖國英勇地鬥爭。 前進！前進！前進！ 我們千秋萬代 高舉毛澤東旗幟，前進！ 前進！ 前進！進！ | 前进！各民族英雄的人民！ 伟大的共产党领导我们继续长征。 万众一心奔向共产主义明天， 建设祖国保卫祖国英勇地斗争。 前进！前进！前进！ 我们千秋万代 高举毛泽东旗帜，前进！ 前进！ 前进！ 进！ | Qiánjìn! Gè mínzǔ yīngxióngde rénmín, Wěidàde gòngchǎndǎng lǐngdǎo wǒmen jìxù chángzhēng. Wànzhòng yīxīn bēn xiàng gòngchǎnzhǔyì míngtiān, Jiànshè zǔgúo bǎowèi zǔgúo yīngyǒngde dòuzhēng. Qiánjìn! Qiánjìn! Qiánjìn! Wǒmen qiānqīuwàndài Gāojǔ Máo Zédōng qízhì, qiánjìn! Qiánjìn! Qiánjìn! Jìn! |